# Harry Barton (cầu thủ bóng đá)
Harry Barton (1874 – 1954) là một cầu thủ bóng đá người Anh thi đấu ở vị trí tiền vệ chạy cánh.